# Вихори ворожі
«Вихори ворожі» (інша назва — «Фелікс Дзержинський») — радянський художній фільм 1953 року. Фільм названий за першими словами польської та російської революційної пісні «Варшав'янка» («Вихори ворожі віють над нами…», переклад Гліба Кржіжановського). В 1956 році фільм вийшов на екрани з вилученими сценами з Йосипом Сталіним.

## Сюжет
Фільм розповідає про перші роки становлення радянської влади, про життя і діяльність Фелікса Дзержинського в 1918—1926 роках. Активну участь в придушенні лівоесерівського повстання в 1918 році, боротьбу з безпритульністю в 1921 році, діяльність по відновленню залізничного сполучення на посаді наркома шляхів сполучення, боротьба за індустріалізацію і проти шкідників-опозиціонерів — такі основні віхи цієї біографічної стрічки.

## У ролях
- Володимир Ємельянов — Фелікс Едмундович Дзержинський
- Михайло Кондратьєв — Ленін
- Михайло Геловані — Сталін (сцени були видалені)
- Леонід Любашевський — Яків Михайлович Свердлов
- Володимир Соловйов — Михайло Іванович Калінін
- Іван Любєзнов — Лемех
- Алла Ларіонова — Віра Іволгіна
- Віктор Авдюшко — Ковальов
- Георгій Юматов — безпритульний Баландін
- Володимир Борискін — безпритульний «Лунатик»
- Ігор Бєзяєв — Виноградов
- Сергій Лук'янов — Никанор
- Сергій Ромоданов — Григорій Медведєв
- Андрій Попов — Локкарт
- Микола Гриценко — Шредер
- Олександр Хохлов — Френсіс
- Григорій Кириллов — Пашков
- Олег Жаков — Георгій П'ятаков
- Антоній Ходурський — Коломатьяно
- Олександр Дегтяр — Климов
- Володимир Маренков — помічник машиніста
- Клара Лучко — Дагмара, зв'язкова Шредера
- Григорій Мерлінський — Григорій Овсійович Зінов'єв
- Павло Тарасов — есер Борис Давидович Камков
- Леонід Пирогов — ватажок-анархіст
- Євген Моргунов — анархіст
- Володимир Колчин — солдат
- Леонід Кміт — городовий
- Всеволод Санаєв — епізод (немає в титрах)
- Клавдія Хабарова — епізод (немає в титрах)
- Еммануїл Геллер — анархіст (немає в титрах)
- Іван Рижов — солдат (немає в титрах)
- Серафима Холіна — епізод (немає в титрах)

## Знімальна група
- Режисери-постановники:  Михайло Калатозов
- Автор сценарію:  Микола Погодін
- Оператор-постановник:  Марк Магідсон
- Художники-постановники:  Михайло Богданов, Геннадій М'ясников, Володимир Яковлєв (грим)
- Композитор:  Дмитро Кабалевський
- Текст пісні: Олексій Сурков
- Звукорежисер: В'ячеслав Лєщов